# Esselenichthys laurae
Esselenichthys laurae is een straalvinnige vissensoort uit de familie van stekelruggen (Stichaeidae). De wetenschappelijke naam van de soort is voor het eerst geldig gepubliceerd in 1990 door Follett & Anderson.